# Sleng
Sleng är en sjö i Arvidsjaurs kommun i Lappland och ingår i Piteälvens huvudavrinningsområde. Sjön har en area på 6,38 kvadratkilometer och ligger 348 meter över havet. Sleng ligger i Piteälven Natura 2000-område. Sjön avvattnas av vattendraget Vistån (Kvarnbäcken).

## Delavrinningsområde
Sleng ingår i det delavrinningsområde (730588-166576) som SMHI kallar för Utloppet av Sleng. Medelhöjden är 386 meter över havet och ytan är 33,27 kvadratkilometer. Det finns inga avrinningsområden uppströms utan avrinningsområdet är högsta punkten. Vistån (Kvarnbäcken) som avvattnar avrinningsområdet har biflödesordning 2, vilket innebär att vattnet flödar genom totalt 2 vattendrag innan det når havet efter 160 kilometer. Avrinningsområdet består mestadels av skog (56 procent) och sankmarker (13 procent). Avrinningsområdet har 6,38 kvadratkilometer vattenytor vilket ger det en sjöprocent på 19,2 procent.